# Rosalie Levasseur
Marie-Rose-Josèphe Levasseur dita Rosalie Levasseur Valenciennes, França, 8 d'octubre de 1749 - Neuwied, Alemanya, 6 de maig de 1826). fou una cantant francesa.
El 1766 es presenta per primera vegada al públic en el teatre de l'Òpera, passant inadvertida al principi, però a poc a poc s'anà imposant al públic. Posteriorment Christoph Willibald Gluck li confià el rol d'Alceste, però malgrat la bellesa de la música i del talent que Rosalie Levasseur desplegà en l'execució, l'obra no assolí més que un èxit regular, el que no fou obstacle perquè Gluck, decidit protector seu, li confies d'altres papers importants en les seves obres, perjudicant a Sophie Arnould. El 1790 es casà amb Mercy-Argentay, ambaixador d'Àustria, i en enviudar, quatre anys més tard, amb el comte de Fouchie.